# BARITT-Diode
Die BARITT-Diode (englisch: barrier injection transit-time) ist ein Hochfrequenz-Halbleiter-Bauelement der Mikroelektronik, das als Diode zu den elektronischen Bauelementen gehört. Ein verwandtes Bauteil ist die DOVETT-Diode. Die BARITT-Diode nutzt Injektions- und Transitzeit-Eigenschaften von Minoritätsladungsträgern, um einen negativen Widerstand bei Mikrowellen-Frequenzen zu erzeugen. Über die in Vorwärtsrichtung vorgespannte Grenzschicht werden die Minoritätsladungsträger injiziert. Es findet kein Lawinendurchbruch statt. Folglich ist sowohl die Phasenverschiebung als auch die Ausgangsleistung wesentlich geringer als bei einer IMPATT-Diode.
Auf Silizium-Technologie basierende BARITT-Dioden wurden bis in die Mitte der 1980er Jahre hergestellt. Die höchste seinerzeit erzielte Schwingfrequenz lag bei 60 GHz. Zwar waren die erzielten Ausgangsleistungen deutlich niedriger als die der IMPATT-Diode, interessant war das Bauelement aber nicht wegen der Sendeleistung, sondern wegen des sehr günstigen Rauschverhaltens und seiner hervorragenden Eigenschaften als selbstschwingender Mischer bei Anwendungen in Doppler-Radaren.
In ihrer einfachsten Form besteht die BARITT-Diode aus eine p+np+- (oder komplementär n+pn+-) Halbleiterfolge. Die p+(n+)-Schichten stellen hochdotierte Halbleitergebiete dar. Allerdings zeigt sich bei höheren Frequenzanwendungen, dass eine Struktur, bei der ein pn-Übergang durch einen Metall-Halbleiterübergang ersetzt wird (Schottky-Kontakt) der herkömmlichen p+np+-Struktur deutlich überlegen ist. Im Folgenden wird die Funktionsweise der BARITT-Diode deshalb am Beispiel dieser Mnp+-Struktur (M steht für das Metall eines Schottky-Kontaktes) erläutert.

## Geschichte
Die BARITT-Diode kristallisierte sich zu Beginn der 1970er Jahre als relativ einfach herzustellender Hochfrequenzoszillator bei Frequenzen um 10 GHz heraus. Das Funktionsprinzip dieser Diode (Erzeugung eines negativen Hochfrequenz-Widerstandes durch Ausnutzung von Laufzeiteffekten) wurde schon 1954 von Shockley beschrieben. Rüegg veröffentlichte 1968 theoretische Grundlagen und Abschätzungen über Hochfrequenzleistung und Wirkungsgrad von pnp-BARITT-Dioden. Die Herstellung einer funktionsfähigen BARITT-Diode gelang als ersten Coleman und Sze im Jahre 1971. Sie erzielten 50 mW Hochfrequenzleistung bei 4,9 GHz. Mit Mnp+-Dioden erzielten Förg 6 mW bei 30 GHz (1982) und Güttich 1 mW bei 60 GHz (1986).

## Gleichstromverhalten
In Bild 1 ist der  Verlauf des elektrischen  Feldes  E  innerhalb der homogen  dotierten n-Zone einer Mnp+-Diode für verschiedene Vorspannungen Uo dargestellt. Für Uo=0 bilden sich als Folge des p+n- beziehungsweise des Mn-Übergangs zwei Raumladungszonen aus (Feldverlauf D). In Bild 2a ist der dem Bändermodell entsprechende Potentialverlauf als Funktion des Ortes dargestellt. Durch Anlegen einer wie in Bild 1 angegebenen Gleichspannung erweitert sich die Raumladungszone an dem in Sperrrichtung gepolten p+n-Übergang (Feldverlauf  1) und  erreicht für Uo = UDR (Feldverlauf  2,  UDR- Durchreichspannung) die Raumladungszone am Mn-Übergang. 
Die in Bild 2b angedeutete Löcherbarriere e(Φp+Um) wird bei  einer weiteren Zunahme der Gleichspannung verkleinert, so dass einige Löcher diese Barriere aufgrund ihrer thermischen Energie überwinden können. Es wird also vom Mn-Übergang ein Löcherstrom in die aktive n-Zone injiziert. Unter dem Einfluss des elektrischen Feldes driften die Löcher zum p+n-Übergang und werden dort abgesaugt. Der in Bild 1 gestrichelt gezeichnete Feldverlauf und der dazugehörige in Bild 2c gezeigte Potentialverlauf (die Barriere ist vollständig abgebaut, die Gleichspannung erreicht den Wert der Flachbandspannung UFB) lassen sich in der Praxis nicht erreichen, da die Diode durch eine solche thermische Belastung zerstört würde. Bild 3 zeigt die Strom–Spannungskennlinie einer Mnp+-BARITT-Diode. Mit dem Erreichen der Durchreichspannung beginnt ein Stromfluss. Im Gegensatz zu der symmetrischen p+np+-Struktur ergeben sich hier zwei unterschiedlich große Durchreichspannungen UDR1 und UDR2. 
 Der in Bild 3 gestrichelt gezeichnete Verlauf deutet die Kennlinie einer Hochfrequenzleistung erzeugenden BARITT-Diode an (Hochfrequenzgleichrichtung).

## Hochfrequenzverhalten
Das Hochfrequenzverhalten der BARITT-Diode lässt sich qualitativ mit Hilfe der in Bild 4 gezeigten Kurven beschreiben. Die Diodenvorspannung Uo wird mit einer von der Zeit sinusförmig abhängenden Wechselspannung überlagert. Wenn die Summe aus Gleichspannung Uo und überlagerter Wechselspannung die Durchreichspannung UDR übersteigt (Bild 4a), werden Ladungsträger in die aktive Zone injiziert.  Der steile Anstieg und Abfall der Strompulse IC (Bild 4b) ist eine Folge des exponentiellen Zusammenhangs zwischen Strom und Spannung.  Die  injizierten  Löcher  driften  als  Ladungsträgerwolke  durch  die  aktive  Zone.  Durch  Influenz  der sich  im Feld bewegenden Ladungsträger wird im Außenkreis der Diode der Strom I1 hervorgerufen,  der  während der Laufzeit der Löcher konstant bleibt. Mittels geeigneter Wahl der Diodenweite w (die Laufzeit der Ladungsträger ist proportional zu w) kann der im Bild 4 eingezeichnete Laufwinkel Θ auf  etwa 3π/2 eingestellt werden und damit zwischen der Grundwelle der aussteuernden Spannung sowie der Grundwelle des externen Stromes eine Phasenverschiebung größer π/2 erreicht werden. Im Gegensatz zur IMPATT-Diode, bei der aufgrund des Lawinendurchbruchs bereits eine Phasenverschiebung von π/2 zwischen der aussteuernden Spannung und dem Lawinenstrom vorgegeben ist, beruht die Phasenverschiebung bei der BARITT-Diode also allein auf Laufzeiteffekten. Der aus einer Phasenverschiebung größer π/2 resultierende negative Hochfrequenzwiderstand kann zur Entdämpfung eines Resonators verwendet werden, d. h., es kann eine Hochfrequenzschwingung erzeugt werden.